# GE Money Bank
GE Money Bank er en bank, der ejes af General Electric-koncernen. Banken har rødder tilbage i USA til 1930'erne og har fokus på privatkunder. Banken har haft op til 130 mio. kunder i 55 lande verden over.
GE Money Bank er en del af GE Capital. GE Capital besluttede i 2015 at afhænde hovedparten af sine aktiviteter, herunder sine bankaktiviteter indenfor privatkundemarkedet og hovedparten af GE mMney Bank er i dag solgt til andre banker og finansvirksomheder.

## GE Money Bank i Skandinavien
GE Money Bank etablerede sig i Sverige i 1993 og i Danmark i 1994. Den danske afdeling blev organiseret som en filial af det svenske GE Money Bank AB. Den danske afdeling beskæftigede op til 200 ansatte.
I Skandinavien specialiserede GE Money Bank sig i finansielle ydelser og produkter som blankolån, kredit og betalingskort, herunder betalingskortet Acceptcard.
I 2014 trak GE Money Bank sig dog ud af Skandinavien og solgte de skandinaviske aktiviteter til den spanske bank Santander Consumer Bank.